# Tooth & Nail Records
Tooth & Nail Records est un label indépendant américain de rock chrétien, basé à Seattle, Washington.

## Histoire
Le label est fondé par Brandon Ebel en 1993 en Californie. Le label déménage plus tard vers Seattle, où il se trouve encore aujourd'hui. Beaucoup d'artistes de Tooth & Nail sont devenus connus tant dans le milieu chrétien que non-chrétien. Le premier album publié par Tooth & Nail était Pet the Fish de Wish for Eden, qui a été produit par Michael Knott et devait initialement être publié par Blonde Vinyl. Les sorties ultérieures de The Juliana Theory, MxPx et Starflyer 59 ont fait de Tooth & Nail une force importante dans les cercles de la musique chrétienne, ainsi qu'une sous-culture underground en soi. Avant de former Tooth & Nail, Ebel a travaillé pour le label chrétien Frontline Records.
Huit albums affiliés à Tooth & Nail sont certifiés disques d'or par la RIAA pour des ventes de 500 000 exemplaires ou plus. Le label a connu l'un de ses plus grands succès lorsque Define the Great Line d'Underoath a fait ses débuts à la deuxième place du Billboard 200 en 2006. Le label a également publié un livre à couverture rigide en édition limitée, dont les bénéfices seront reversés à Music Cares.

## Groupes et artistes
- Aaron Sprinkle (en)
- Anberlin
- And Then There Were None
- The Classic Crime (en)
- Dead Poetic
- Discover America (en)
- Emery
- Far-Less (en)
- FM Static (en)
- The Fold
- Further Seems Forever
- Hawk Nelson
- Jonezetta (en)
- Joy Electric (en)
- Mae
- MewithoutYou
- Number One Gun (en)
- Project 86
- Run Kid Run (en)
- Spoken (en)
- Starflyer 59
- Sullivan (en)
- Swimming with Dolphins
- The Lonely Hearts (en)
- Thousand Foot Krutch
- UnderØATH
- Waking Ashland (en)
- Watashi Wa (en)

## Structures
Tooth & Nail possède plusieurs sous-labels, se spécialisant chacun dans un genre de musique différent.
- BEC Recordings est spécialisé dans la musique chrétienne contemporaine ;
- Solid State Records distribue du metal chrétien ;
- Uprok Records fait du hip-hop chrétien.

Le label acquiert Takehold Records, un label indépendant, en 2002. Le 13 mars 2013, il a été annoncé que Brandon Ebel avait vendu l'intégralité du catalogue musical Tooth & Nail à Capitol Christian Music Group (anciennement EMI Christian Music Group) et avait ainsi pu racheter la participation de 50 % dans Tooth & Nail. anciennement propriété d'EMI, ce qui en fait un label indépendant. Il conservera les droits de toutes les versions futures avec un nouveau distributeur, RED Distribution.